# گاوبان نوک‌سرخ
گاوبان نوک‌سرخ یا کنه‌خوار نوک‌قرمز (نام علمی: Buphagus erythrorynchus) نام یک گونه از سرده گاوبان است.